# Cabinet de Nauru
Pour un article plus général, voir Politique à Nauru.
Le Cabinet est l'organe exécutif du gouvernement de Nauru.
Il est régi par la Constitution, établie au moment de l'indépendance du pays en 1968. Les articles 16 à 19 prévoient qu'après chaque élection législative, le Parlement élise un président de la république, choisi parmi les députés, qui formera alors un Cabinet consistant en quatre à cinq ministres qu'il choisit parmi les députés. Le président préside le Cabinet, qui est responsable devant le Parlement, ce dernier pouvant le destituer par une motion de censure.

## Cabinet actuel
Bien qu'ayant donné des postes de ministre ou de ministre adjoint à la quasi-totalité des députés, le président Russ Kun perd la confiance du Parlement : Maverick Eoe, le ministre adjoint au Commerce, dépose une motion de censure qui est adoptée par le Parlement le 25 octobre 2023. Élu président à une courte majorité par les députés le 30 octobre, David Adeang nomme le Cabinet suivant le jour même. Les neuf députés de la majorité présidentielle sont tous membres de l'exécutif,, :
| Ministre | Ministre            | Poste | Ministres adjoints |
| -------- | ------------------- | --- | --- |
|          | David Adeang        | Président de la République ; Ministre du Service public ; Ministre des Finances et du Développement durable ; Ministre des Affaires multiculturelles ; Ministre de la Eigigu Holdings Corporation (services financiers, hôtel, transports...) ; Ministre de la Nauru Air Corporation ; Ministre de la Nauru (RPC) Corporation (centre de détention de demandeurs d'asile) | * Maverick Eoe, ministre adjoint aux Affaires multiculturelles, à la Nauru Air Corporation, au Commerce et au Développement des entreprises, et aux Investissements étrangers                                                                               |
|          | Lionel Aingimea     | Ministre assistant le président ; Ministre des Affaires étrangères et du Commerce extérieur ; Ministre de la Police ; Ministre de la Justice et du Contrôle des frontières ; Ministre de l'Autorité portuaire de Nauru et du Fret maritime | * Isabella Dageago, ministre adjointe à la Justice et au Contrôle des frontières |
|          | Jesse Jeremiah      | Ministre du Développement des infrastructures ; Ministre de la Gestion de l'environnement et de l'Agriculture ; Ministre des Services d'urgence ; Ministre des Sports | * Maverick Eoe, ministre adjoint aux Sports |
|          | Charmaine Scotty    | Ministre de la Santé ; Ministre de l'Intérieur ; Ministre des Femmes et du Développement social ; Ministre des Personnes handicapées ; Ministre du Musée de Nauru et du Patrimoine ; Ministre de la Nauru Tourism Corporation | aucun |
|          | Reagan Aliklik (en) | Ministre des Transports ; Ministre de la Nauru Rehabilitation Corporation (revitalisation des terres) ; Ministre de la Nauru Utilities Corporation (eau et électricité) : Ministre des Pêcheries | * Maverick Eoe, ministre adjoint à la Nauru Utilities Corporation |
|          | Asterio Appi (en)   | Ministre de l'Éducation ; Ministre du Réchauffement climatique et de la Résilience nationale ; Ministre de la Gestion des terres ; Ministre de la Naoero Postal Services Corporation (service des postes) | * Isabella Dageago, ministre adjointe à l'Éducation, à la Gestion des Terres, et aux Postes |
|          | Shadlog Bernicke    | Ministre de la RONPHOS (phosphate) ; Ministre des Médias ; Ministre des Technologies de l'information et de la communication ; Ministre de la Cenpac Corporation (services Internet) ; Ministre de la Nauru Fibre Cable Corporation (câble Internet) ; Ministre du Nauru Phosphate Royalties Trust (fonds souverain)                                                      | * Isabella Dageago, ministre adjointe à la RONPHOS, aux Médias, aux Technologies de l'information et de la communication, à la Cenpac Corporation, à la Nauru Phosphate Royalties Trust * Maverick Eoe, ministre adjoint à la Nauru Fibre Cable Corporation |

## Cabinets précédents

### Cabinet Scotty (2004-2007)
| Ministre          | Poste |
| ----------------- | --- |
| Ludwig Scotty     | Président de la République ; Ministre du Service public et de l'Aviation civile                                                                                |
| David Adeang      | Ministre Assistant le Président ; Ministre des Affaires étrangères, de l'Intérieur, et des Finances                                                            |
| Godfrey Thoma     | Ministre de la Justice, des Pêcheries et de l'Autorité des Ressources marines, de l'Immigration, et des Sports                                                 |
| Kieren Keke       | Ministre de la Santé, des Femmes, du Trafic maritime, et de la Nauru Rehabilitation Corporation                                                                |
| Baron Waqa        | Ministre de l'Éducation et de la Formation professionnelle, de la Jeunesse, des Travaux publics et de RONTEL (Republic of Nauru Telecommunication Corporation) |
| Frederick Pitcher | Ministre du Développement de l'Île et de l'Industrie, du Nauru Phosphate Royalties Trust, de la Culture et du Tourisme, et de l'Environnement                  |

### Cabinet Stephen (2007-2011)
Le Cabinet ci-dessous émane d'un changement de majorité en 2007, confirmée lors de la dix-huitième législature, élue en avril 2008. Le gouvernement est maintenu à la suite de deux élections législatives en avril et en juin 2010.
| Ministre          | Circonscription | Poste |
| ----------------- | --------------- | --- |
| Marcus Stephen    | Ewa/Anetan      | Président de la République ; Ministre de la Police et de l'Intérieur                                                                |
| Mathew Batsiua    | Boe             | Ministre de la Santé, de la Justice et des Sports                                                                                   |
| Sprent Dabwido    | Meneng          | Ministre des Transports et des Télécommunications                                                                                   |
| Roland Kun        | Buada           | Ministre de l'Education et de la Jeunesse, et des Pêcheries                                                                         |
| Kieren Keke       | Yaren           | Ministre des Finances, des Affaires étrangères et du Commerce, et Ministre chargé d'assister le Président                           |
| Frederick Pitcher | Ubenide         | Ministre du Commerce, de l'Industrie et de l'Environnement ; Ministre chargé du RONPHOS et de REHAB ; Ministre des Services publics |

### Cabinet Pitcher (2011)
À la suite de la démission du Président Marcus Stephen le 10 novembre 2011, sa majorité présidentielle nomma Frederick Pitcher à sa succession. Il n'y eut pas de changement de majorité. Un cabinet fut nommé, mais les détails n'ont pas été publiés. On sait néanmoins que Stephen obtint un poste de ministre, et que Mathew Batsiua fut ministre des Affaires étrangères. Kieren Keke, l'ancien ministre des Affaires étrangères, reçut un autre poste, tandis qu'un ministre (sans plus de précision) démissionna volontairement. Ce cabinet ne dura que six jours.

### 1erCabinet Dabwido (2011-2012)
Le 15 novembre 2011, Sprent Dabwido rejoignit les rangs de l'opposition, provoquant un changement de majorité et accédant à la présidence de la République,. Il nomma le Cabinet suivant :
| Ministre         | Poste |
| ---------------- | --- |
| Sprent Dabwido   | Président de la République ; Ministre du Service public, des Affaires étrangères et du Commerce extérieur, de la Police et des Services d'Urgence, et de l'Intérieur |
| David Adeang     | Ministre des Finances et du Développement durable, de la Justice, et de la Nauru Rehabilitation Corporation                                                          |
| Shadlog Bernicke | Ministre des télécommunications, du Nauru Phosphate Royalties Trust et de la Nauru Utilities Corporation                                                             |
| Rykers Solomon   | Ministre du Commerce, de l'Industrie, de l'Environnement et des Pêcheries                                                                                            |
| Baron Waqa       | Ministre de l'Éducation, de la Santé et des Sports |
| Godfrey Thoma    | Ministre des Transports et de la Republic of Nauru Phosphate Corporation                                                                                             |

### 2eCabinet Dabwido (2012-2013)
Le 11 juin 2012, le président de la République, Sprent Dabwido, limoge tous ses ministres, et nomme un nouveau Cabinet, composé de députés de l'Opposition. Il explique avoir agi parce que son gouvernement ne soutenait pas les réformes constitutionnelles qu'il proposait en vue d'une plus grande stabilité des institutions : un nombre impair de députés pour éviter tout blocage du Parlement ; un président de Parlement politiquement neutre, choisi en dehors de l'assemblée ; un code de conduite pour les députés ; une commission d'ombudsman ; et un département d'audit renforcé. Le nouveau Cabinet est le suivant,, :
| Ministre       | Poste |
| -------------- | --- |
| Sprent Dabwido | Président de la République Ministre des Services publics, des Services d'urgence, de la Police, de l'Intérieur, et du Changement climatique |
| Kieren Keke    | Ministre des Affaires étrangères et du Commerce, de la Santé, et des Sports                                                                 |
| Roland Kun     | Ministre des Finances et du Développement durable, et de l'Éducation                                                                        |
| Marcus Stephen | Ministre du Commerce, de l'Industrie et de l'Environnement, de la Nauru Phosphate Royalties Trust, et de la Pêche                           |
| Dominic Tabuna | Ministre de la Justice, de la RONPHOS, et de la Nauru Rehabilitation Corporation                                                            |
| Riddell Akua   | Ministre des Transports et des Télécommunications, de la Nauru Utilities Corporation, et de la Nauru Air Corporation                        |

Le 7 février 2013, Kieren Keke, Ministre des Affaires étrangères et du Commerce, de la Santé, et des Sports, démissionne sans immédiatement donner (en public) de raison. Peu après, le ministre des Finances Roland Kun démissionne lui aussi, et le ministre du Commerce Marcus Stephen est limogé, sans raison officielle. Cet éclatement du gouvernement serait toutefois dû à un désaccord autour du rétablissement d'un centre de détention australien sur l'île.
Roland Kun reprend par la suite ses fonctions, étant nommé ministre des Finances, des Affaires étrangères, de la Justice et des Douanes. Il participe à un gouvernement constitué également les membres suivants, :
- Shadlog Bernicke, ministre de la Santé
- Aloysius Amwano, ministre de l'Éducation
- Riddell Akua, ministre des Transports et des Télécommunications, de la Nauru Utilities Corporation, et de la Nauru Air Corporation
- Dominic Tabuna, ministre de la RONPHOS et de la Nauru Rehabilitation Corporation.

Kun démissionne à nouveau le 28 mai, lorsque le Président Dabwido décrète l'état d'urgence afin d'accélérer la tenue d'élections législatives. Dabwido indique lors d'une allocution à la population que l'état des finances du pays nécessite qu'un nouveau budget soit adopté par le Parlement au plus vite. Kun, n'ayant pas été consulté par le président avant d'entendre cette allocution dans les médias, apporte un démenti et démissionne pour protester. Le ministère de la Justice est restitué à Dominic Tabuna.

### Cabinet Waqa (2013-2019)
Baron Waqa est élu président le 11 juin 2013, à la suite des législatives du 8 juin. Le 13 juin, il nomme le Cabinet suivant. Celui-ci est maintenu à l'identique après les élections législatives de juillet 2016,.
| Ministre         | Poste |
| ---------------- | --- |
| Baron Waqa       | Président de la République Ministre des Services publics, des Affaires étrangères et du Commerce extérieur, du Changement climatique, de la Police, et des Services d'urgence |
| David Adeang     | Ministre assistant le président ; ministre des Finances et du Développement durable, de la Justice, de la Eigigu Holdings Corporation et de la Nauru Air Corporation          |
| Valdon Dowiyogo  | Ministre de la Santé, des Transports, du Sport, et des Pêcheries |
| Aaron Cook       | Ministre du Commerce, de l'Industrie et de l'Environnement, de la RONPHOS, et de la Nauru Rehabilitation Corporation                                                          |
| Charmaine Scotty | Ministre de l'Intérieur, de l'Éducation et de la Jeunesse, et de la Gestion des terres                                                                                        |
| Shadlog Bernicke | Ministre de la Nauru Phosphate Royalties Trust, des Télécommunications, et de la Nauru Utilities Corporation                                                                  |

### Cabinet Aingimea (2019-2022)
Lionel Aingimea est élu président le 27 août 2019, à la suite des législatives du 24 août. Il nomme le Cabinet suivant le lendemain, attribuant tous les postes autres que les siens à des députés dont c'est le premier mandat législatif (et exécutif), :
| Ministre         | Poste |
| ---------------- | --- |
| Lionel Aingimea  | Président de la République Ministre des Affaires étrangères et du Commerce extérieur Ministre des Services publics, de la Police et des Services d'urgence Ministre de l'Éducation Ministre des Télécommunications et des Médias Ministre des Affaires multi-culturelles Ministre de la Gestion des terres Ministre responsable de la Nauru Air Corporation, de l'Autorité portuaire, de la Eigigu Solution Corporation, du Nauru Phosphate Royalties Trust, du Service des Postes, et de la Nauru Tourism Corporation |
| Martin Hunt      | Ministre assistant le président Ministre des Finances et du Développement durable Ministre des Transports |
| Isabella Dageago | Ministre de la Santé Ministre de l'Intérieur |
| Rennier Gadabu   | Ministre du Commerce, de l'Industrie et de l'Environnement Ministre du Changement climatique Ministre du Développement des infrastructures |
| Maverick Eoe     | Ministre de la Justice et du Contrôle des frontières Ministre des Sports |
| Reagan Aliklik   | Ministre chargé de la RONPHOS et de la Nauru Rehabilitation Corporation |
| Wawani Dowiyogo  | Ministre des Pêcheries Ministre chargé de la Nauru Utilities Corporation |

### Cabinet Kun (2022-2023)
Bien que le gouvernement Aingimea conserve tous ses sièges aux élections législatives de septembre 2022, le président Lionel Aingimea ne brigue pas de second mandat. Seul candidat à la présidence de la République, Russ Kun, qui était adjoint au ministre des Finances Martin Hunt dans le gouvernement sortant, est formellement élu par les députés le 28 septembre,. Il nomme le gouvernement suivant le lendemain, nommant six ministres (autres que lui-même) et sept ministres adjoints ; les trois quarts environ des députés sont ainsi membres de l'exécutif, :
| Ministre           | Poste | Ministres adjoints |
| ------------------ | --- | --- |
| Russ Kun           | Président de la République Ministre des Affaires étrangères et du Commerce extérieur Ministre du Service public Ministre de la Justice Ministre de l'Intérieur, de la Police, des Services d'urgence et de l'Immigration Ministre de la Gestion des terres Ministre des Affaires multiculturelles Ministre des Femmes et du Développement social Ministre des Personnes handicapées | - Asterio Appi, ministre adjoint aux Affaires étrangères, au Commerce extérieur et aux Affaires multiculturelles - Maverick Eoe, ministre adjoint à la Justice et à l'Immigration - Isabella Dageago, ministre adjointe à l'Intérieur, aux Femmes et au Développement social, et aux Personnes handicapées - Bingham Agir, ministre adjoint à la Gestion des terres, au Patrimoine et au Musée de Nauru - Jesse Jeremiah, ministre adjoint aux Services d'urgence |
| Martin Hunt        | Ministre des Finances et du Développement durable Ministre adjoint au président de la République Ministre des Transports Ministre chargé de la Eigigu Holding Corporation Ministre chargé de l'entreprise Eigigu Procurement Limited | aucun |
| Timothy Ika        | Ministre de la Santé Ministre chargé de la Nauru Phosphate Royalties Trust | aucun |
| Rennier Gadabu     | Ministre de l'Environnement et du Changement climatique Ministre de l'Agriculture Ministre du Développement des infrastructures Ministre chargé de la RONPHOS | - Delvin Thoma, ministre adjoint à la RONPHOS |
| Richard-Hyde Menke | Ministre de l'Éducation et des Sports Ministre chargé de la Naoero Postal Services Corporation Ministre chargé de la Nauru Sports Development Inc. | aucun |
| Wawani Dowiyogo    | Ministre des Pêcheries Ministre chargé de la Nauru Utilities Corporation | aucun |
| Pyon Deiye         | Ministre des Médias et des Technologies des communications de l'information Ministre chargé de la Nauru Rehabilitation Corporation Ministre de la Nauru Fibre Cable Corporation | - Reagan Aliklik, ministre adjoint aux Technologies des communications de l'information |

Avec quatorze ministres ou ministres adjoints, et Marcus Stephen et Lionel Aingimea étant respectivement président du Parlement et vice-président du Parlement, les seuls simples députés sont Charmaine Scotty, Shadlog Bernicke et David Adeang, tous trois issus de l'opposition sortante.
Le 22 mars 2023, le président Kun remanie les postes des ministres adjoints. Leurs nouvelles fonctions sont les suivantes :
| Ministre adjoint | Poste |
| ---------------- | --- |
| Bingham Agir     | Gestion des terres, CENPAC Corporation, Eigigu Holdings Corporation                                                          |
| Reagan Aliklik   | Information, communications et technologie, Investissements étrangers et développement industriel                            |
| Asterio Appi     | Affaires étrangères et commerce extérieur, Nauru Air Corporation, Eigigu Solutions Corporation, Nauru (RPC) Corporation      |
| Isabella Dageago | Intérieur, Femmes et développement social, Personnes handicapées, Patrimoine et le Musée de Nauru, Nauru Tourism Corporation |
| Maverick Eoe     | Commerce et développement des entreprises                                                                                    |
| Jesse Jeremiah   | Services d'urgence, Sports                                                                                                   |
| Delvin Thoma     | RONPHOS, Affaires multiculturelles                                                                                           |